# Towarzystwo do Ksiąg Elementarnych

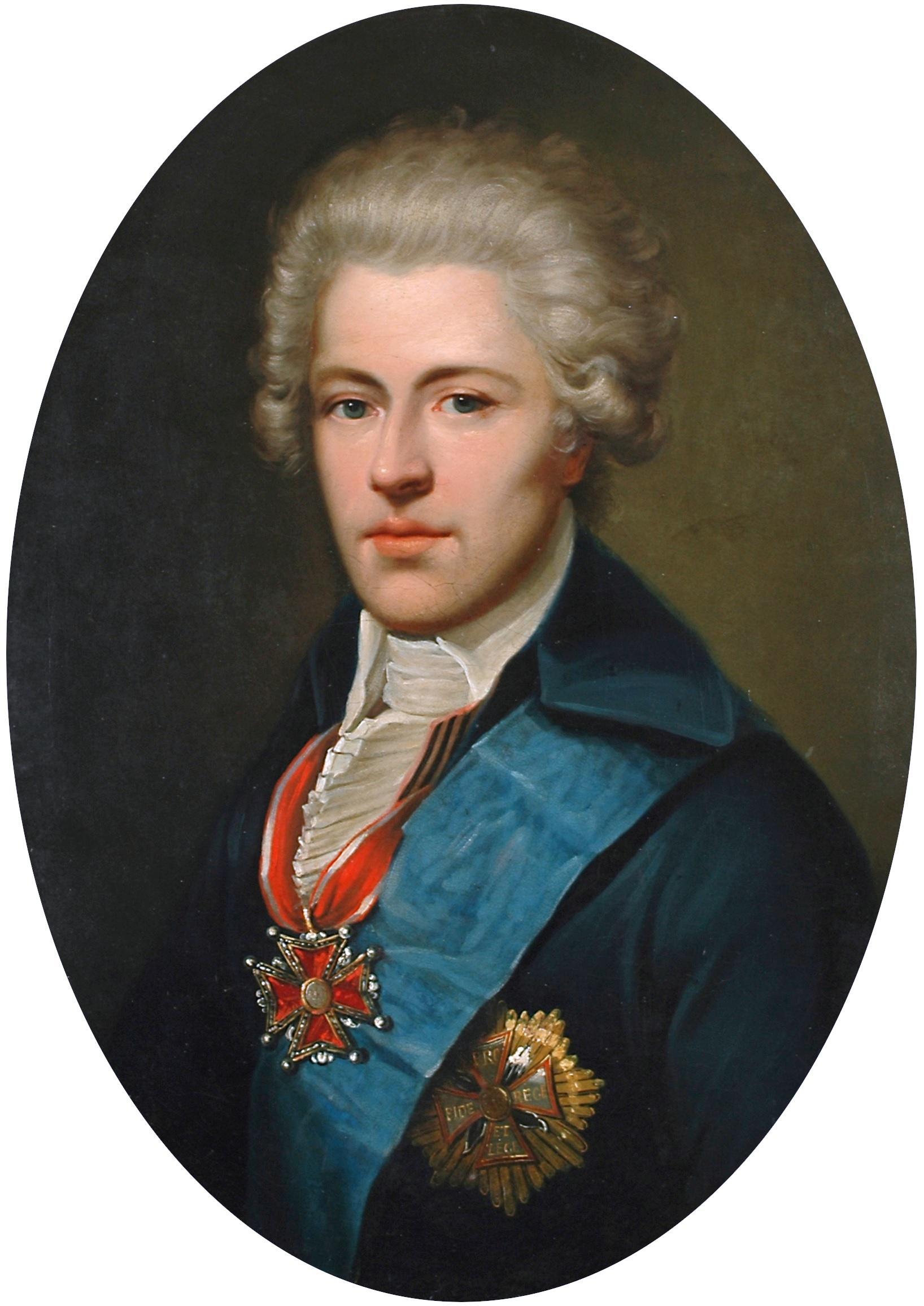
Ignacy Potocki, prezes TdKE, portret wykonany około 1783/4 roku

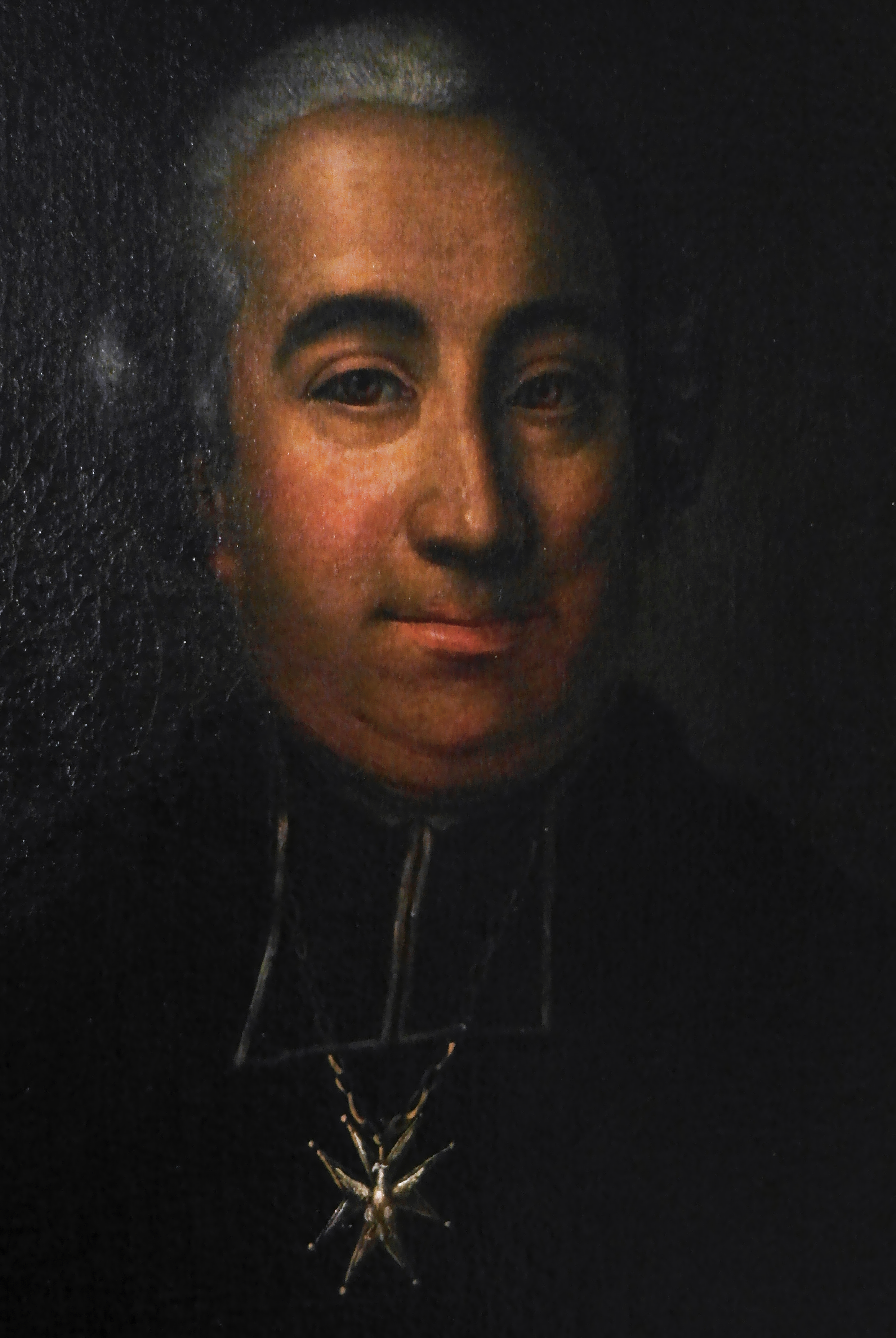
Ks. Grzegorz Piramowicz, sekretarz TdKE oraz autor Elementarza dla szkół parafialnych narodowych (1785)

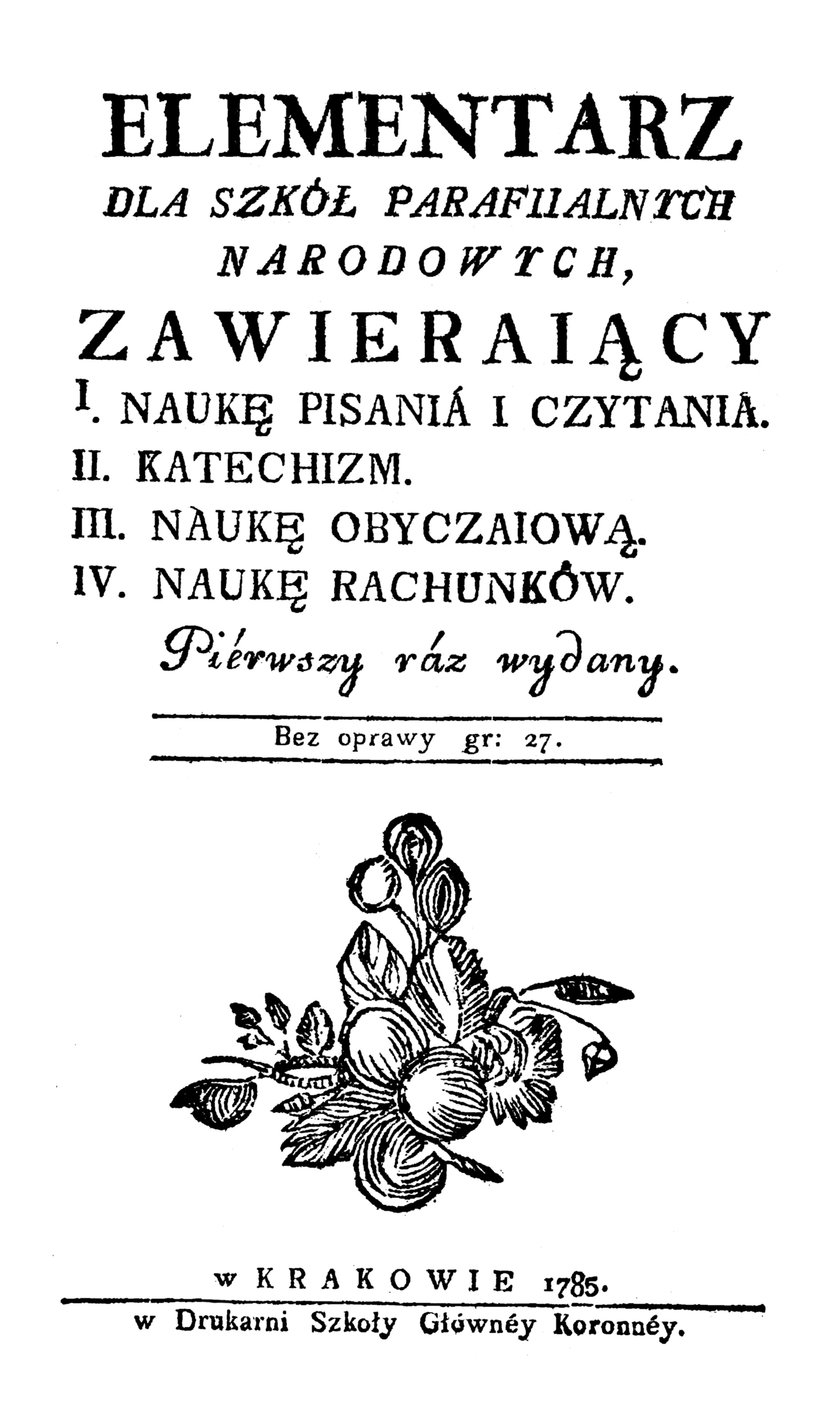
Elementarz dla szkół parafialnych wyd. przez Towarzystwo do Ksiąg Elementarnych w 1785

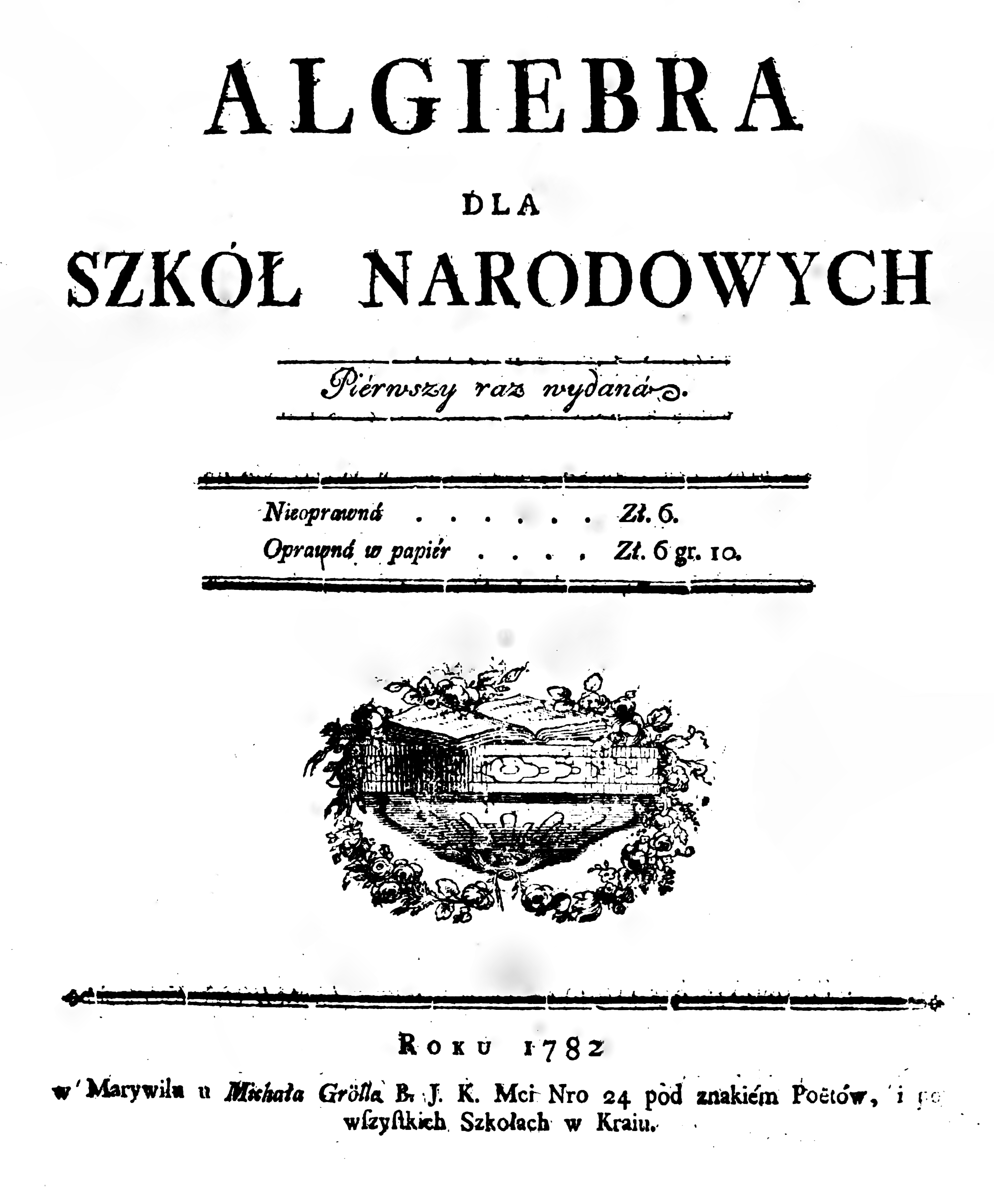
Algiebra dla szkół narodowych wyd. pierwsze z 1782 r.

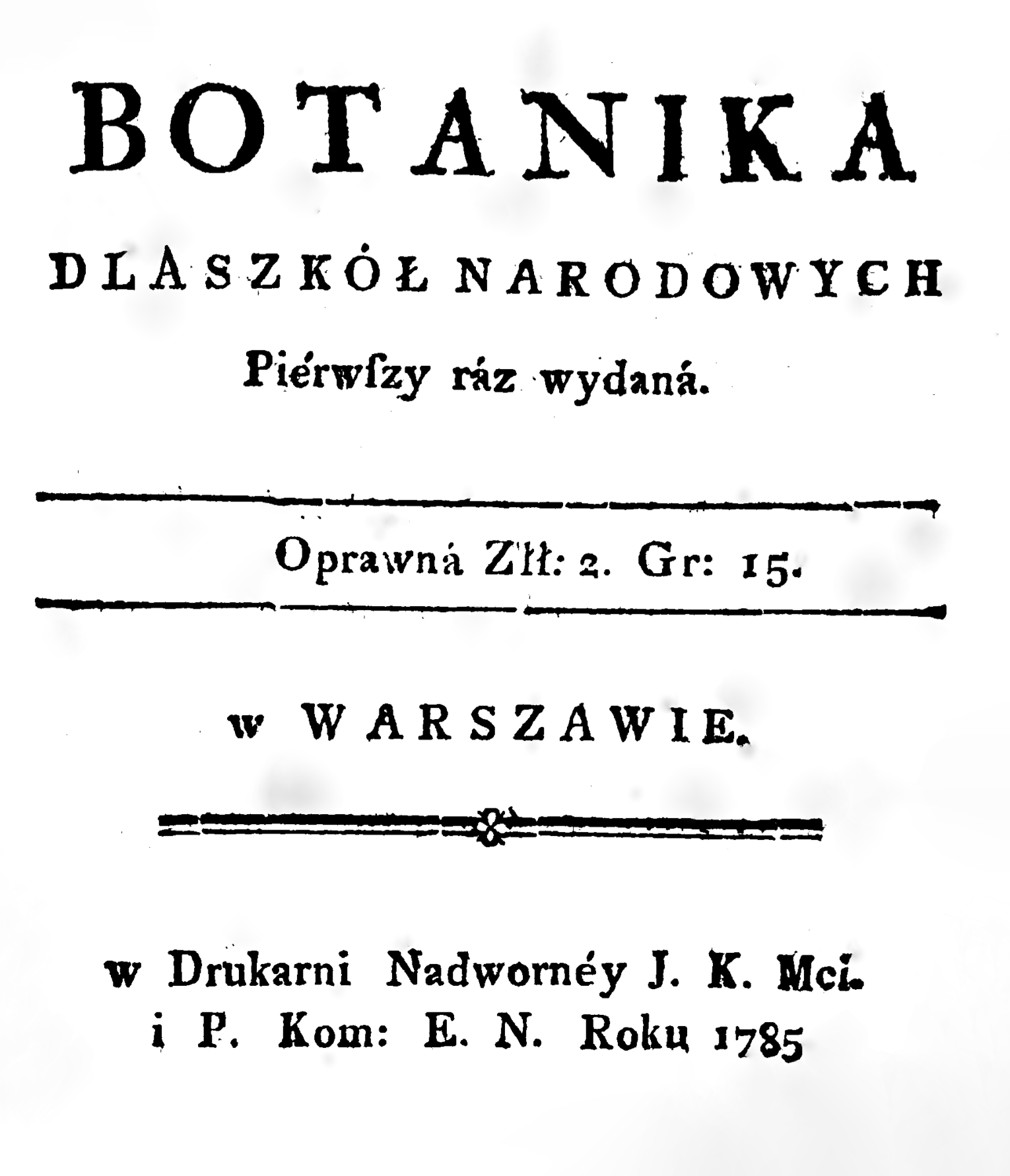
Krzysztof Kluk, Botanika dla szkół narodowych (1785)

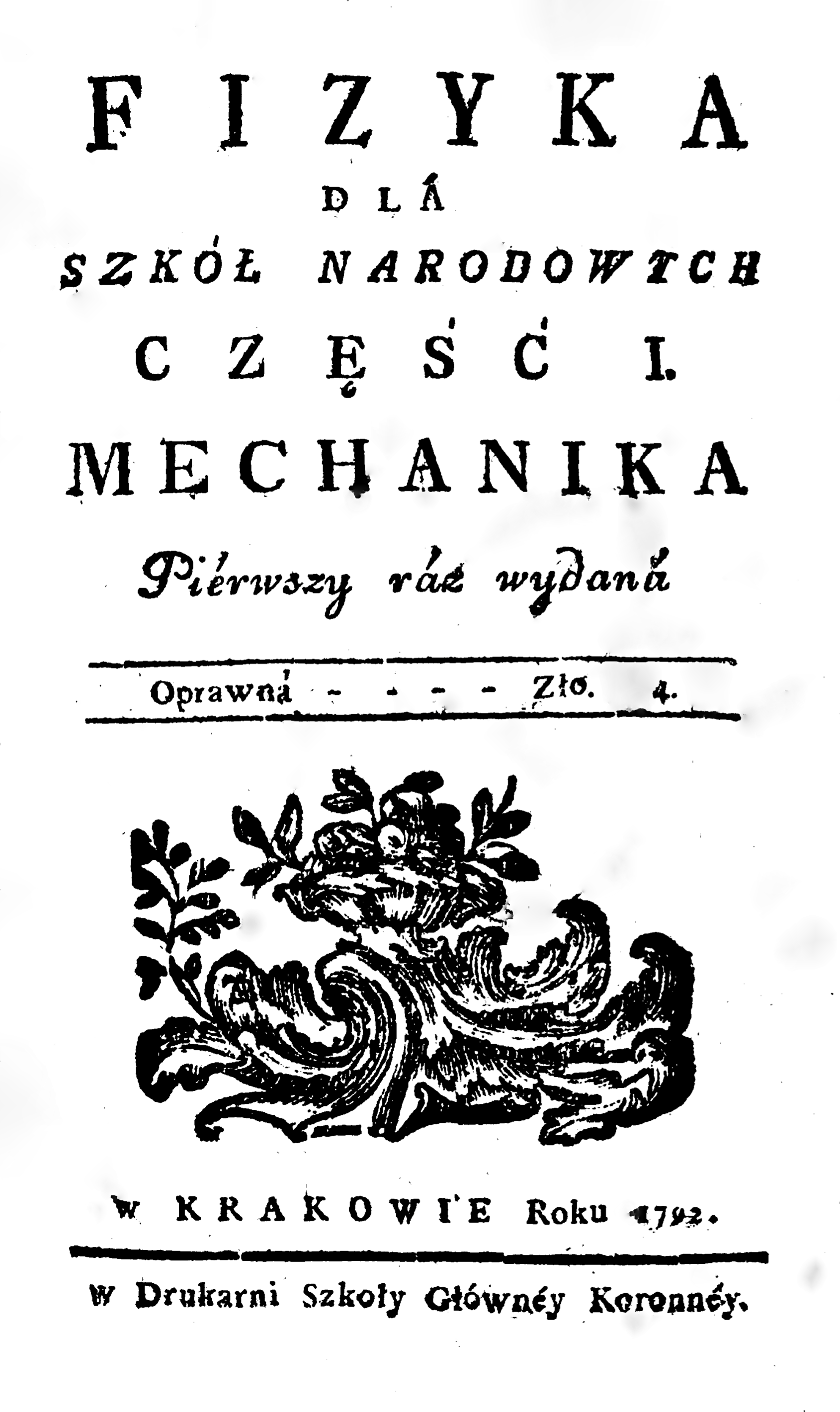
Michał Jan Hube, Fizyka dla szkół narodowych (1792)

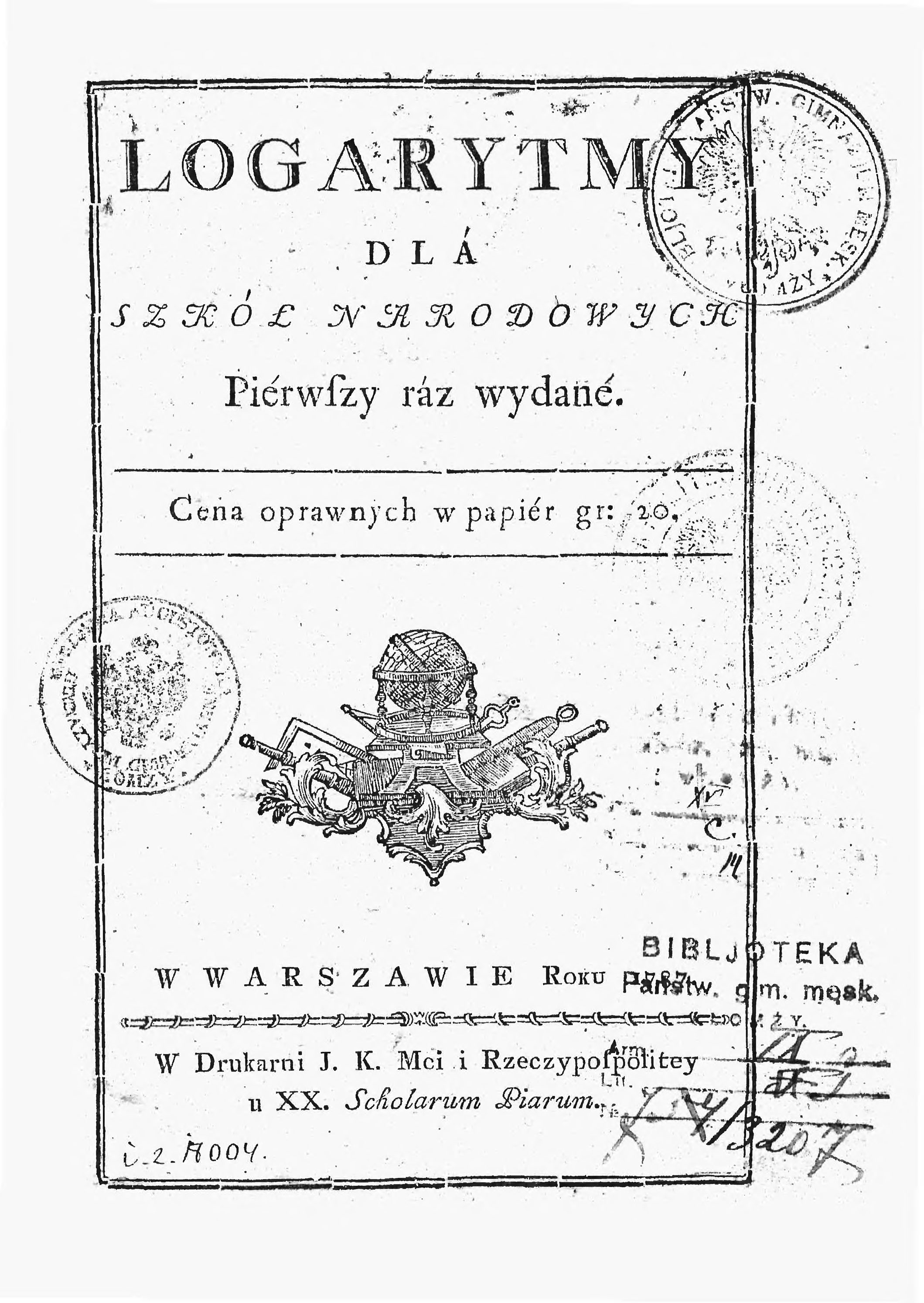
Logarytmy dlá szkół narodowych Ignacego Zaborowskiego, podręcznik z 1787 r.

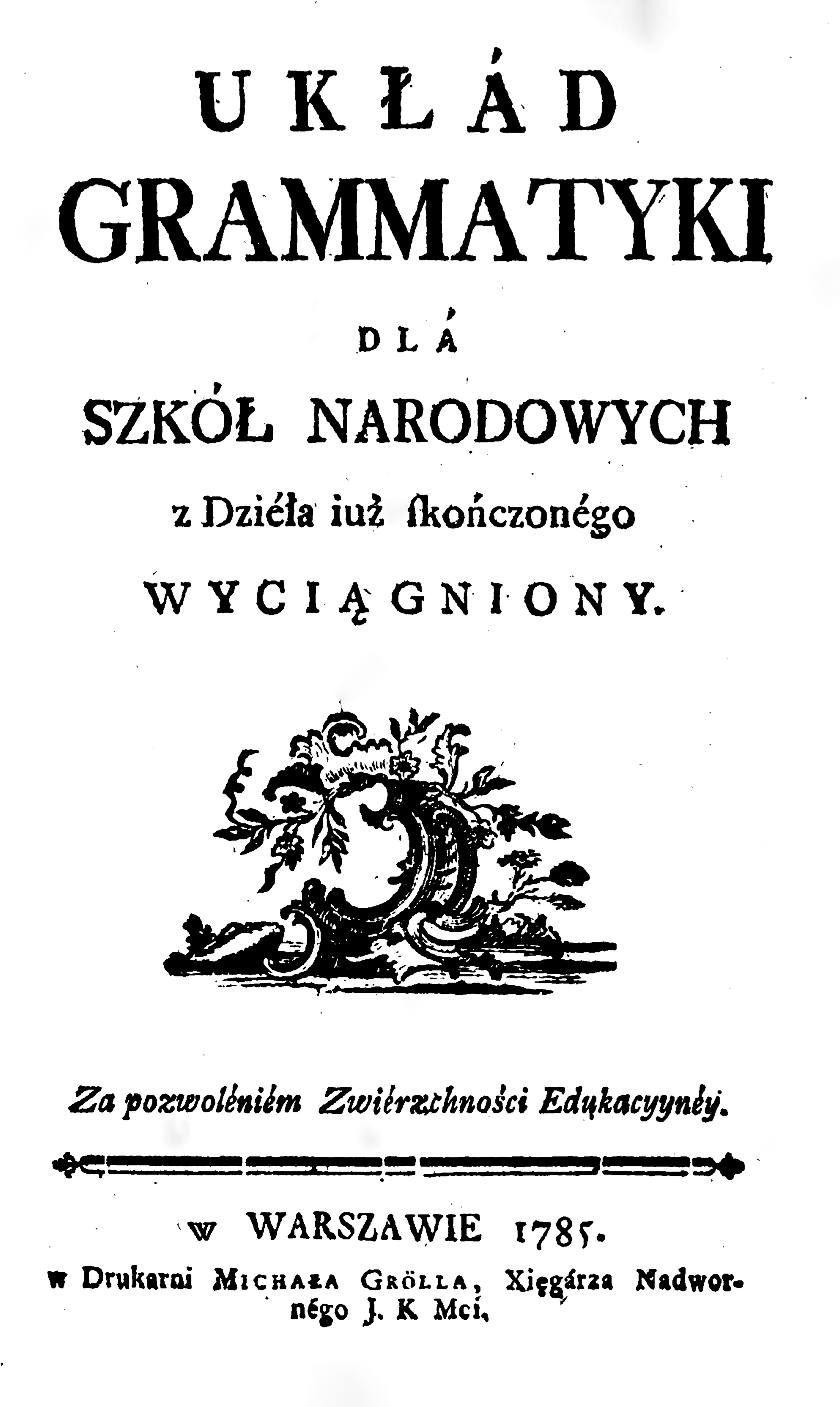
Onufry Kopczyński, Uklad Grammatyki dla szkół narodowych (1785)

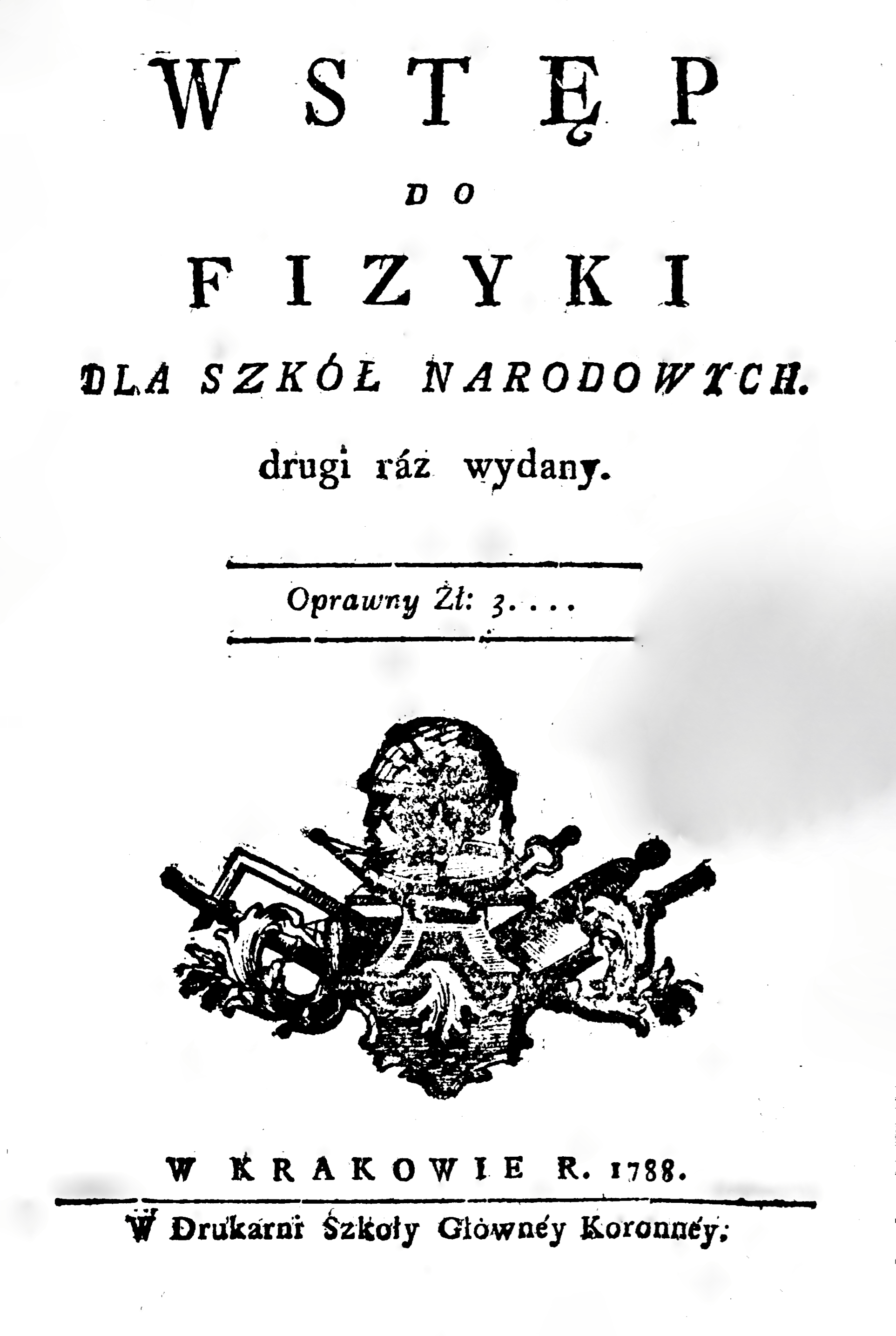
Wstęp do fizyki dla szkół narodowych (1788)

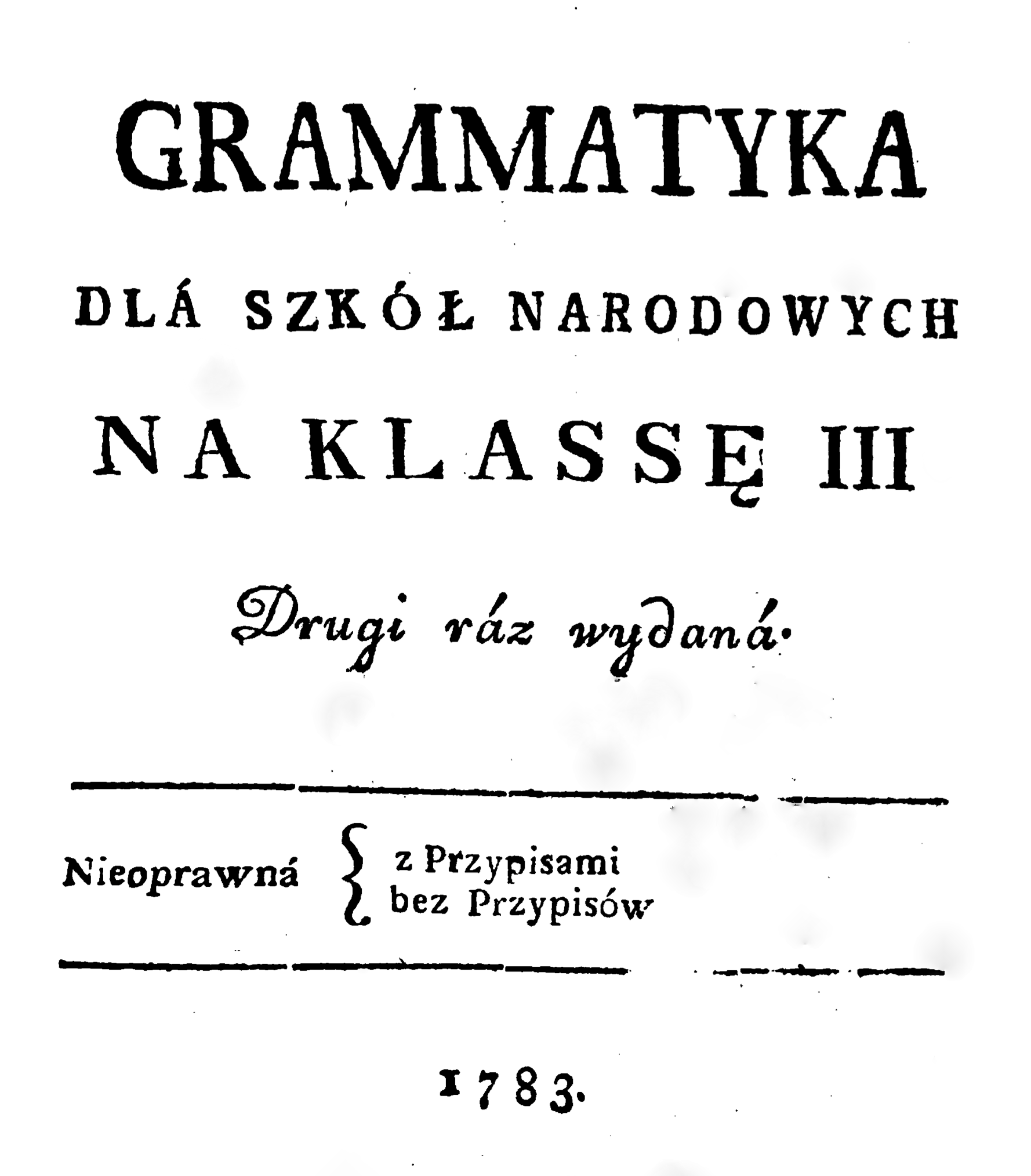
Grammatyka dla szkół narodowych, wydanie drugie (1783)

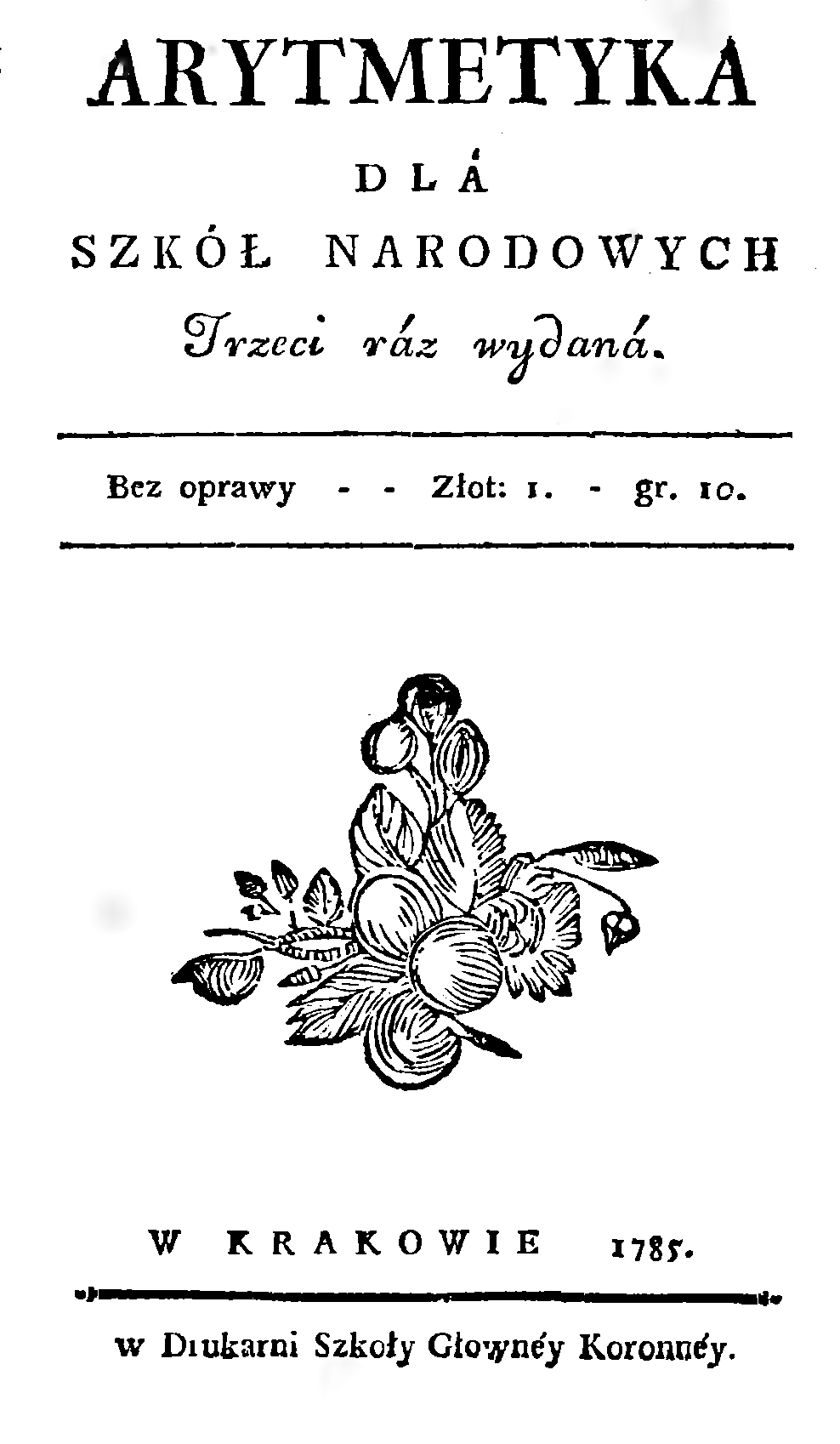
Arytmetyka dla szkół narodowych, wydanie trzecie (1785)

Towarzystwo do Ksiąg Elementarnych (1775–1792) – drugie po Towarzystwie Literatów w Polszcze polskie towarzystwo naukowe zajmujące się opracowaniem i wydawaniem podręczników oraz programów szkolnych, instytucja utworzona przez Komisję Edukacji Narodowej 10 lutego 1775 roku w Warszawie. W sumie TdKE przez 17 lat pracowało nad stworzeniem nowego zestawu książek szkolnych przeznaczonych dla polskich szkół  .

## Cele i zadania
Towarzystwo do Ksiąg Elementarnych było fachowym organem doradczym Komisji Edukacji Narodowej. Głównym zadaniem Towarzystwa było opracowywanie programów i podręczników szkolnych zgodnych z nowym programem edukacyjnym. Jego dziełem były też w dużej mierze Ustawy Komisji Edukacji Narodowej, ono także rozpatrywało raporty Szkół Głównych i wizytatorów generalnych. Zebraniom Towarzystwa przewodniczył zawsze jeden z członków Komisji Edukacji Narodowej .
Według pierwszego paragrafu statutu organizacji zadaniem TdKE jego miało być: „układanie, egzaminowanie i wydawanie dla szkół ksiąg elementarnych i ksiąg klasycznych” . Do jego zadań należało również: oznaczenie liczby godzin dziennej nauki w szkołach wojewódzkich, „ułożenie tablicy na przemiany i przechody nauczycielów z jednej do drugiej szkoły lub klasy, na uczenie umiejętności jednejże tak, aby wyznaczenie na to godzin ani porządkowi przez za mieszanie nie szkodziło ani równości pracy przy równej nagrodzie nie zepsuło”. Najważniejszym z zadań, poleconych towarzystwu przez Komisję, było ułożenie zbioru ustaw dla szkół narodowych i dla całego stanu akademickiego .

## Historia
Pomysł utworzenia instytucji pojawił się w trakcie posiedzeń Komisji Edukacji Narodowej. Współpracujący z nią pisarz wielki koronny Franciszek Onufry Bieliński oraz pedagodzy ks. Antoni Popławski, i ks. Adolf Kamieński opracowali projekt pt. „Rady i uwagi co do nowego urządzenia szkół narodowych”, w którym pojawiły się postulaty napisania nowych książek do nauczania w języku polskim, ponieważ do tej pory edukacja w Rzeczypospolitej Obojga Narodów odbywała się w języku łacińskim . Uczeń, którego powszednim językiem był język polski, musiał najpierw opanować łacinę aby nauczyć się konkretnej dziedziny naukowej, co znacznie wydłużało proces edukacji i czyniło go drogim oraz elitarnym  .
Inicjatorem powstania towarzystwa był ks. Grzegorz Piramowicz, który brał udział w pracach Komisyi jako jej sekretarz do „ekspedycyi zagranicznych”. Z oficjalnym wnioskiem utworzenia „Towarzystwa” wystąpił jednak inny członek komisji, współpracujący z Piramowiczem – Ignacy Potocki. Na jednym z posiedzeń Komisja, która przyjęła ten projekt mianowała Potockiego przewodniczącym nowo powstającego towarzystwa, a Piramowicza, któremu poleciła wypracowanie statutu, „sekretarzem Komisyi edukacyi narodowej w Towarzystwie elementarnem”. Statut przygotowany został niezwłocznie i trybie pilnym zatwierdziła go „Komisya na sesyi” dnia 10 lutego r. 1775 jednocześnie mianując 10 członków nowego towarzystwa nakazując je uroczyście otworzyć .
Uroczyste otwarcie nastąpiło we wtorek dnia 7 marca w Bibliotece Załuskich z udziałem trzech komisarzy KEN Ignacego Potockiego, Adama Kazimierza Czartoryskiego i Andrzeja Zamoyskiego oraz ośmiu członków Towarzystwa i licznych gości, na ten akt zaproszonych. W imieniu Komisji Edukacji Narodowej przemówił Ignacy Potocki odczytując ustawy towarzystwa, które w imieniu tego towarzystwa przyjął Grzegorz Piramowicz .
Od momentu powstania do 1788 towarzystwo obchodziło uroczyste rocznice otwarcia. W obecności króla polskiego i jego dworu, a także przed członkami Komisji Edukacji Narodowej oraz przed licznie zgromadzoną publicznością sekretarz towarzystwa zdawał w „Mowach” zwięzłą sprawę z „rozrządzeń i trudów” Towarzystwa oraz Komisji. Mowy te na kilka dni przed posiedzeniem drukowano. Takich uroczystych posiedzeń odbyło się w sumie jedenaście: dnia 7 marca w latach 1776, 1778, 1781, 1782, 8 marca 1777,1779,1780,1783, 1786, a także 10 marca 1785 roku i 15 marca 1788 roku   .
Towarzystwo prowadziło swoją działalność do 1792 roku, ostatnie posiedzenie odbyło się 19 kwietnia  .

## Członkowie zwyczajni i honorowi
Towarzystwo składało się pierwotnie z dziesięciu, a później mniej więcej od r. 1778 z dwunastu osób „głos mających” .
Przewodniczącym Towarzystwa do Ksiąg Elementarnych, w latach 1775–1791 był Ignacy Potocki, a w roku 1792 Julian Ursyn Niemcewicz. Głównym sekretarzem, w latach 1775–1787, był Grzegorz Piramowicz, później Franciszek Zabłocki. Znaczne zasługi w działalności Towarzystwa położył Hugo Kołłątaj. Zwyczajnymi członkami Towarzystwa byli także: Jan Chrzciciel Albertrandi, Józef Bogucicki, Paweł Czempiński, Jędrzej Gawroński, Szymon L’Huillier, Szczepan Hołowczyc, Adam Jakukiewicz, Grzegorz Kniażewicz, Józef Koblański, Onufry Kopczyński, Feliks Łojko, Daniel Kazimierz Narbutt, Antoni Popławski, Stefan Roussel, Sebastian Alojzy Sierakowski, Józef Wybicki oraz dyrektorzy naukowi w Szkole Rycerskiej – Chrystian Pfleiderer (niemiecki profesor matematyki) i Michał Jan Hube. Członkami honorowymi Towarzystwa byli natomiast: Jan Dubois de Jancigny, Piotr Samuel Dupont de Nemours i Scipione Piattoli  .
Dużą grupą członków towarzystwa stanowili przedstawiciele duchowieństwa należący do dwóch zakonów zajmujących się w I Rzeczypospolitej szkolnictwem. Dziesięciu z nich było eks jezuitami: Jan Chrzciciel Albertrandi, Andrzej Gawroński, Stefan Hołowiczyc, Adam Jakukiewicz, Grzegorz Kniażewicz, Józef Koblański, Jan Piotr Łoyko, Stefan Roussel, Sebastian Alojzy Sierakowski, Józef Świętorzecki. Było w nim także trzech pijarów: Antoni Popławski, Daniel Kazimierz Narbutt oraz Onufry Kopczyński.

## Rezultaty działań
Towarzystwo, w ciągu 17 lat działalności, odbyło 631 posiedzeń (średnio 3 posiedzenia miesięcznie). W sumie przygotowano i wydano ok. 30. elementarnych pozycji książkowych przeznaczonych dla uczniów bądź nauczycieli, w tym 5 opracowanych przez zagranicznych uczonych. Efektem jego prac było m.in. stworzenie takich podręczników jak: Elementarz dla szkół parafialnych oraz Gramatyka dla szkół narodowych z przypisami .

### Publikacje
W 1775 roku Komisja Edukacji Narodowej ogłosiła „Obwieszczenie względem napisania książek elementarnych na szkoły wojewódzkie” skierowane do autorów, którzy mieli kwalifikacje do ich napisania. Obwieszczenie przetłumaczono dla zagranicznych autorów na język łaciński oraz na język francuski . Jego treść ogłaszała konkurs międzynarodowy na publikacje elementarne do nauczania początkowego, w którym ustalono następujące nagrody finansowe: za matematykę i za wiadomości potrzebniejsze z nauk obiecano po 100 czerwonych złotych, za fizykę i mechanikę, książkę o gospodarstwie po 150 cz.zł., za historię naturalną, logikę, książkę o wymowie i poezji po 50 czerwonych złotych  .
Autorzy proponowali książki wysyłając je na adres korespondencyjny towarzystwa. Wyniki nie były początkowo zadowalające. Nie przesłano wystarczającej liczby podręczników i dodatkowo w większości były one słabej jakości. Termin konkursu dwukrotnie przedłużano: najpierw do stycznia 1776 roku, a po raz drugi w marcu tego roku. Dodatkowo towarzystwo zdecydowało się na podwyższenie nagród za wybrane publikacje o 50 czerwonych złotych .
Nadesłane projekty książek czytał każdy członek towarzystwa; przy książkach nadesłanych w języku obcym dokonywano tłumaczenia. Recenzenci prezentowali swoje zdanie na posiedzeniu towarzystwa. Po skończeniu szczegółowych omówień jednego z rodzaju projektów wybierano trzech członków towarzystwa, którzy dokonywali wyboru najlepiej ocenionych propozycji. Po tym następowała kolejna prezentacja na następnym posiedzeniu gdzie poddawano je pod obrady na walnym zebraniu oraz ostatecznemu głosowaniu decydującym o wygranej .
Komisja oraz towarzystwo przykładały wielką wagę do jakości przygotowywanych podręczników, a ich napisaniem i poprawianiem zajęli się naukowcy z poszczególnych dziedzin – wybitni przedstawiciele polskiego oraz europejskiego oświecenia. Przesłane rękopisy książek były poprawiane i przeredagowywane, a komitet redakcyjny często znacząco wpływał na ostateczny kształt podręczników. Praca nad wieloma z nich miała charakter zespołowy: Elementarz dla szkół parafialnych przygotowywało 5 osób, a nad jego projektem pracowała aż 7-osobowa grupa. Wypisy z autorów klasycznych opracował 6-osobowy zespół, a Słownik starożytności pisały 3 osoby.
Towarzystwo w latach 1777–1792 wydało ok. 30 podręczników do nauki początkowej różnych nauk  . Wydrukowano w sumie 17 publikacji mających charakter podręczników, 6 książek pomocniczych, takich jak słowniki, wypisy oraz tablice logarytmiczne:
- Wypisy z autorów klasycznych do nauk w szkołach narodowych stosowane na kl. I, 1777
- Onufry Kopczyński, Gramatyka dla szkół narodowych na klasę I, 1778
- S. L’Huillier (tłum. J. Gawroński) Arytmetyka dla szkół narodowych, 1778
- A. Popławski Moralna nauka dla szkół narodowych na I i II klasę, 1778
- M. Furgault (tłum. G. Piramowicz) Dykcjonarz starożytności dla szkół narodowych, 1779
- Jerzy Koźmiński Dictionarium Latino-Polonicum ad usum publicarum in Regno Poloniae scholarum (pol. Słownik łacińsko-polski do użycia w szkołach publicznych Królestwa Polskiego), 1779
- Étienne de Condillac – Logika,1780[2]
- S. L’Huillier (tłum. J. Gawroński) Geometria dla szkół narodowych, cz. 1, 1780
- O. Kopczyński Gramatyka dla szkół narodowych na kl. II, 1780
- Wypisy z autorów klasycznych do nauk w szkołach narodowych stosowane na kl. II, 1780
- Wypisy z autorów klasycznych do nauk w szkołach narodowych stosowane na kl. III, 1780
- S. L’Huillier (tłum. J. Gawroński) Geometria dla szkół narodowych, cz. 2, 1781
- Józef Kajetan Skrzetuski, Historia powszechna dla szkół narodowych na kl. III, 1781
- Szymon L’Huillier Algebra dla szkół narodowych, 1782
- O. Kopczyński Gramatyka dla szkół narodowych na kl. III, 1783
- Michał Jan Hube (tłum. J. Koc) – Wstęp do fizyki dla szkół narodowych, 1783
- Dykcjonarz historyczny i geograficzny dla rozumienia autorów tak łacińskich, jako też z łacińskiego na polski tłomaczonych, osobliwie zaś klasycznych i sławnych naszego wieku poetów służący, na język polski przełożony, 1784
- O. Kopczyński Układ gramatyki dla szkół narodowych z dzieła już skończonego wyciągniony, 1785
- Grzegorz Piramowicz, Onufry Kopczyński – Elementarz dla szkół parafialnych narodowych..., 1785
- Krzysztof Kluk – Botanika dla szkół narodowych, 1785
- Wincenty Skrzetuski Historia powszechna dla szkół narodowych na kl. IV, dzieje greckie zawierająca, 1786
- A. Popławski Moralna nauka dla szkół narodowych na kl. III, 1787
- Ignacy Zaborowski – Logarytmy dla szkół narodowych, 1787
- K. Kluk Zoologia, czyli zwierzętopismo dla szkół narodowych 1789
- J.M. Hube Fizyka dla szkół narodowych, cz. 1: Mechanika, 1792
- Grzegorz Piramowicz – Wymowa i poezja dla szkół narodowych, cz. 1, 1792

Towarzystwo zajęło się także opracowaniem oraz publikacją podręczników metodycznych dla nauczycieli. Było to w sumie siedem pozycji:
- O. Kopczyński, Przypisy do gramatyki na klasę I, Warszawa (1778),
- A. Popławski, Przypisy do moralnej nauki na klasę I i II, Warszawa (1779)
- O. Kopczyński, Przypisy do gramatyki na klasę II, Warszawa (1779),
- J.K. Skrzetuski, Przypisy do historii powszechnej dla szkół narodowych na klasę III, Marywil (1782),
- O. Kopczyński, Przypisy do gramatyki na klasę III, Warszawa (1783),
- O. Kopczyński, Układ gramatyki dla szkół narodowych z dzieła już skończonego wyciągniony, Warszawa (1785),
- G. Piramowicz, Powinności nauczyciela, mianowicie zaś w szkołach parafialnych i sposoby ich dopełniania Warszawa, (1781)

Po akceptacji podręczników następował druk, którym zajęła się krakowska drukarnia przy Szkole Głównej Koronnej, jak nazywano wówczas Uniwersytet Jagielloński. Książki elementarne sprzedawane były po kosztach druku, a ich ceny celowo utrzymywane były na niskim poziomie. Arkusz druku w oktawce małej samego tekstu, nie licząc obszernych czasem wstępów, spisów, tablic kosztował od 1,30 do 4 groszy .
Dystrybucja podręczników odbywała się w oparciu o szkoły narodowe, konwikty oraz uniwersytety. Komisja Edukacji Narodowej ułatwiała nabywanie nowych książek uczniom oraz szkołom. Znaczną część niektórych podręczników rozdała, zaopatrując nimi konwikty z przeznaczeniem dla uboższych uczniów oraz jako nagrody dla najlepszych. Za darmo rozdawano książki profesorom akademickim, a później także zakonom pijarów prowadzącym swoje szkoły. Z wydawnictw książek szkolnych komisja nie czerpała żadnych zysków. W odezwie, przesłanej w 1785 roku przez Szkołę Główną Koronną rektorom, prorektorom i przełożonym podległych sobie szkół, zaznaczono z naciskiem, że „Szkoła główna, przyjąwszy obowiązek drukowania i dostarczania książek elementarnych podług potrzeby na wszystkie szkoły w Koronie, nie założyła sobie w sprzedaży innych pożytków prócz odzyskania znacznych nakładów i kosztów corocznych, które tak rozległe wyciąga przedsięwzięcia” .
Oprócz zaakceptowanych przez TdKE książek elementarnych, w edukacji szkół narodowych używano również wypisów zawierających zalecane cytaty z literatury klasycznej oraz innych książek pozytywnie ocenionych i zalecanych przez Komisję Edukacji Narodowej .

### Ustawy Komisji Edukacji Narodowej
Najważniejszym dziełem towarzystwa było przygotowanie Ustawy Komisji Edukacji Narodowej, która określała organizację oraz program nauczania według wytycznych komisji. Ustawy ukończono w 1783 roku i ustaliły one ostatecznie plan nauczania. Według nich nauka odbywała się w szkołach wojewódzkich, w których nauczało sześciu profesorów, a nauka w nich trwała 7 lat. Natomiast w szkołach wojewódzkich, mających mniej wykładowców: pięciu, czterech lub trzech nauka trwała sześć lat  .
Na przedmioty główne wyznaczono w każdej klasie tygodniowo po 20 godzin, a mianowicie po 2 godziny rano i po południu, z wyjątkiem dwu wolnych dni w tygodniu, w które nauki popołudniowej nie było. Obowiązkowych przedmiotów uczono codziennie od 8–10 oraz od 14–16; nadobowiązkowe następowały po obowiązkowych .
W klasie pierwszej wszystkich przedmiotów obowiązkowych uczył ten sam nauczyciel, zwany profesorem pierwszej klasy; tak samo było w drugiej klasie gdzie wszystkie przedmioty obowiązkowe wykładał profesor drugiej klasy. W czterech następnych klasach podzielono przedmioty obowiązkowe pomiędzy czterech nauczycieli, uczących tygodniowo po 20 godzin: pomiędzy profesora wymowy, matematyki, fizyki, moralnej nauki oraz prawa .
Program pierwszej i drugiej klasy obejmował naukę gramatyki, języka łacińskiego i polskiego, arytmetykę, naukę moralności, początki geografii, pierwszych wiadomości z historii naturalnej oraz kaligrafii. W nauce wykorzystywano materiały źródłowe, najczęściej wypisy łacińskie z literatury klasycznej .
W programie edukacyjnym połączono według zaleceń KEN naukę łaciny z językiem polskim. Nauka bez użycia łaciny była wówczas niemożliwa, ponieważ wszystkie dzieła naukowe oraz źródła były napisane w tym języku. Dodatkowo do rozbiorów Polski łacina była w Rzeczypospolitej Obojga Narodów językiem urzędowym. Profesor wymowy uczył w klasie III. jednocześnie gramatyki łacińskiej oraz polskiej, wskazując podobieństwa. Łaciny uczono na podstawie wypisów z literatury klasycznej Starożytnego Rzymu lub Starożytnej Grecji „najbardziej przez tłumaczenie wypisów z autorów”. Wykorzystywano cytaty z Korneliusza Neposa, niektóre Żywoty, Listy Cycerona i Pliniusza. W klasie IV. kontynuowano naukę łaciny na podstawie wypisów z tych samych autorów, co w poprzedniej klasie. W klasie V. nauczyciel prezentował wybrane miejsca z Horacego, Juwenalisa i innych oraz niektóre mowy w wypisach wyznaczone, a także różne wypisy z poetów klasycznych i niektóre mowy. Na koniec w klasie VI. dawał wiadomości i uwagi o wymowie i poezji, wykładając wybrane mowy Cycerona, Liwiusza, Salustiusza, Tacyta, Kurcjusza oraz w całości list Horacego „de arte poetica” .
W klasie III. profesor matematyki powtarzał arytmetykę z klas poprzednich, dodając podstawy geometrii. W klasie IV. powtarzał część geometrii nauczanej w poprzedniej klasie i przystępował do dalszego ciągu nauczania tego przedmiotu, dodając elementy algebry. W klasie następnej wykładał drugą część geometrii oraz kontynuował nauczanie algebry, dodając naukę rysunków mierniczych. W VI klasie wprowadzał naukę logiki .
Odmiennie od dzisiejszej wyglądała nauka fizyki. Pod tą nazwą kryła się archaiczna obecnie pod względem naukowym tzw. historia naturalna, zajmująca się całością przemian przyrody wraz ze zjawiskami przyrodniczymi, elementami astronomii, chemii, fizyki oraz zoologii i biologii. Zawierała ona w sobie elementy mieszczące się w pojęciu dzisiejszej fizyki, jak mechanika, jak również te, których obecnie w nauczaniu tego przedmiotu nie znajdziemy. Związane to było ze stanem wiedzy naukowej XVIII wieku, a dzisiejszym najbliższym odpowiednikiem tej dziedziny byłoby przyrodoznawstwo. Profesor fizyki wykładał w klasie III. historię naturalną o ogrodnictwie. W klasie IV. omawiał historię naturalną rolnictwa oraz prezentował wstęp do fizyki. W klasie V. powtarzał wstęp do fizyki i prezentował wiedzę o surowcach kopalnych z botaniką. Dodatkowo wykładał też „naukę o zachowaniu zdrowia”. W klasie VI uczył „historyi sztuk oraz kunsztów” skupiając się na gospodarczym wykorzystaniu bogactw przyrody. Również ten przedmiot był bogato ilustrowany na przykładzie stosownych wypisów łacińskich .
Profesor moralnej nauki oraz prawa w III klasie rozpoczynał naukę moralną z wypisami z łaciny. Przedmiot ten łączył w sobie elementy etyki, historii, prawa oraz geografii. Nauczyciel początkowo wykładał dzieje asyryjskie i perskie z geografią. W klasie IV. kontynuował tę naukę dodając dzieje Grecji starożytnej z geografią. W klasie V. przechodzono do dziejów Starożytnego Rzymu z geografią oraz wypisami do tychże dziejów oraz powtarzano cały materiał, dodając naukę prawa. W VI klasie kontynuowano naukę moralną oraz prawo, dodając dzieje narodowe z geografią. Nauczyciel zadawał też do czytania jako zadanie domowe lektury z zakresu historii powszechnej, z których później zdawali uczniowie egzaminy .
Obowiązkowym przedmiotem dla wszystkich klas szkół wojewódzkich była nauka chrześcijańska, czyli religia. Uczniowie dwóch pierwszych klas uczyli się początków wiary oraz historii religii, którą rozumiano jako naukę starego i nowego testamentu. Od klasy III. uczniowie brali udział w kazaniach lub wykładach na temat chrześcijaństwa .
Oprócz przedmiotów obowiązkowych we wszystkich szkołach wojewódzkich uczono języków obcych. Zatrudniano do tego osobnych nauczycieli, a na naukę tego przedmiotu wyznaczono 12 godzin w tygodniu. Nauka ta nie była obowiązkowa, w praktyce jednak odbywało ją z woli rodziców większość dzieci. Uczniów dzielono na trzy grupy: „poczynających, postępujących i doskonalących się”, wyznaczając dla każdej z nich po 4 godziny lekcyjne. Najczęstszymi językami obcymi w programie były język niemiecki oraz język francuski. W całym procesie nauczania początkowego oprócz języka ojczystego uczeń nabywał znajomości dwóch języków obcych: łaciny jako obowiązującego języka naukowego i urzędowego oraz języków niemieckiego lub francuskiego .

## Kontynuacja
Książki opublikowane przez TdKE były później wielokrotnie dodrukowywane w Krakowie, Warszawie, Wilnie i we Lwowie, zarówno w Rzeczypospolitej Obojga Narodów jak w Księstwie Warszawskim, a później Królestwie Polskim. Reprinty publikowano również w całym późniejszym okresie zaborów Polski .
Do przerwanej w kwietniu roku 1792 działalności nawiązywała później także Redakcja Ksiąg Elementarnych – organ oświatowy Księstwa Warszawskiego, a później Królestwa Polskiego w latach 1810–1826 działający w ramach Izby Edukacji Publicznej. Jej dyrektorem został Konstanty Wolski, autor Nauki początkowego czytania, pisania y rachunków, elementarza polskiego opartego na fonetycznej (głoskowej) metodzie nauki czytania, który 8-krotnie wydawany był w latach 1811–1825.
Kilku członków towarzystwa m.in. Jan Chrzciciel Albertrandi czy Onufry Kopczyński prowadzili działalność naukową także w innych polskich towarzystwach naukowych powstałych pod zaborami, np. Towarzystwie Warszawskim Przyjaciół Nauk .